# گروه (چینه‌شناسی)
گروه (انگلیسی: Group) در چینه‌شناسی یکی از واحدهای سنگ‌چینه‌شناسی است که دربرگیرنده چینه‌های سنگی مشخص است. معمولاً هر گروه به دو یا چند سازند تقسیم می‌شود، یعنی به مجموعه دو یا چند سازند گروه گفته می‌شود. گروه معمولاً به وسیله دگرشیبی‌های مشخص ، محدود می‌گردد. 
گاهی دو یا چند گروه یک اَبَرگروه را پدید می‌آورند ولی کاربرد ابرگروه چندان معمول نیست.
به‌عنوان نمونه گروه فارس یکی از واحدهای چینه‌شناسی زاگرس است که شامل سه سازند گچساران، میشان و آغاجاری است.